# Bradysia familiaris
Bradysia familiaris är en tvåvingeart som beskrevs av Hans-Georg Rudzinski och Schulz 1996. Bradysia familiaris ingår i släktet Bradysia och familjen sorgmyggor.
Artens utbredningsområde är Tyskland. Inga underarter finns listade i Catalogue of Life.